# 香港九龍東智選假日酒店

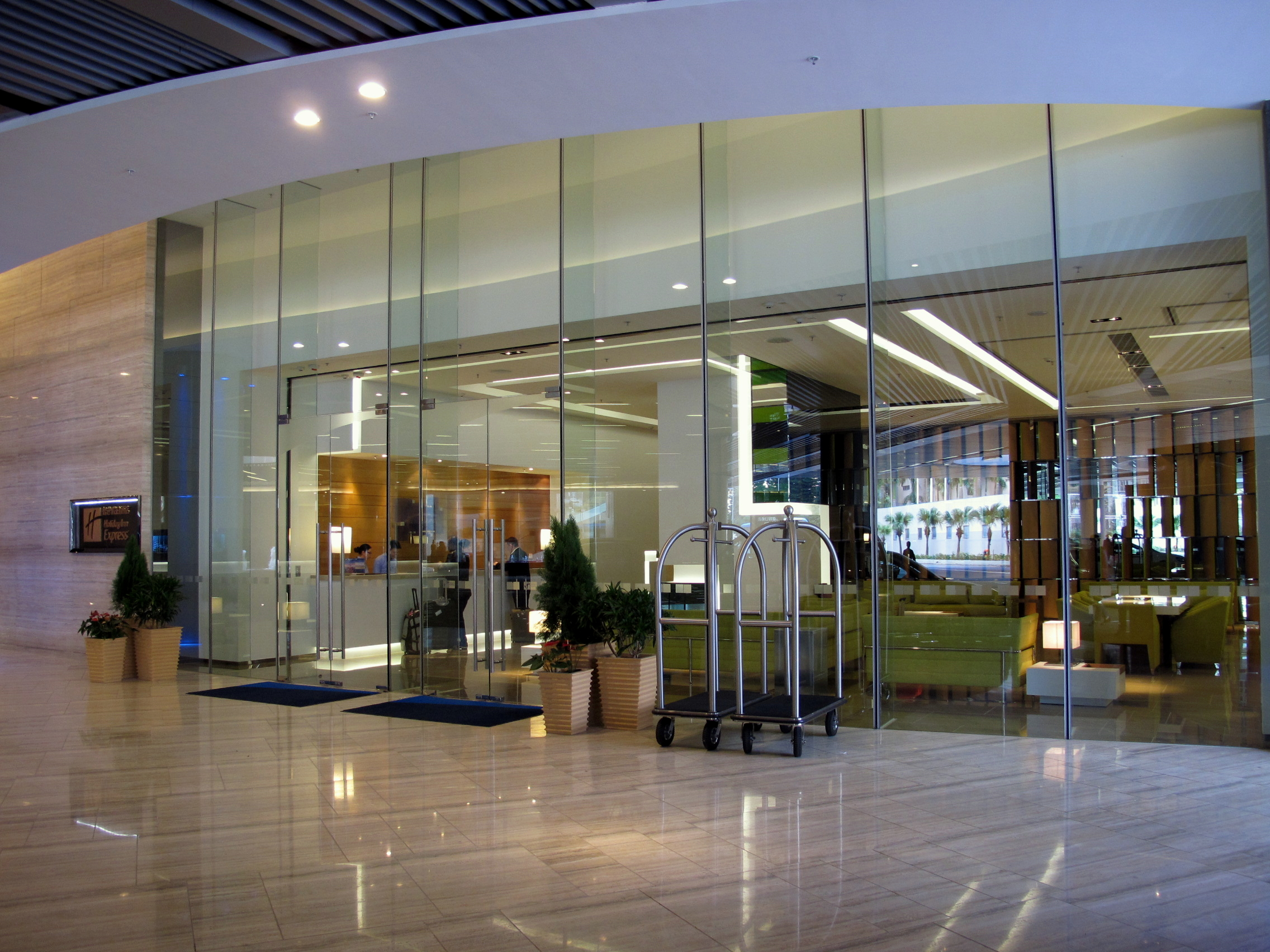
酒店入口

香港九龍東智選假日酒店（英語：Holiday Inn Express Hong Kong Kowloon East）是新鴻基地產委託洲際酒店集團管理的一間中價酒店，位於香港新界西貢區將軍澳唐德街3號，並於2012年10月26日開幕，並與毗鄰的香港九龍東皇冠假日酒店成為香港首個雙子酒店項目。酒店與精品套房酒店及服務式住宅星峰薈共用同一建築，唯兩者並不互通，亦被視為兩個獨立項目。
2023年3月1日起，該酒店被整合為星峰薈旗下部分，並由星峰薈全權負責營運管理，是次整合為星峰薈增加300間開放式房間，加上原有的176間精品時尚套房，共提供476間時尚套房。

## 設施
酒店設有149間標準客房及120間標準海景客房，兩者面積均約20平方米。另外15間標準景觀客房和16間標準三人房面積為22平方米。位於8樓的「綠園」為酒店住客提供一個戶外休閒活動的場地，設有電腦提供上網服務、健身區、閱讀區、自動販賣機及自助洗衣機。

## 食肆
酒店低層租戶包括6樓為由百好飲食集團經營的「壹匯中菜廳」、7樓為616牛肉火鍋專門店及616虎喰燒肉‧酒場。其基座商場PopCorn內的PopDeli設升降機連接各樓層，包括部分酒店樓層。
- 7樓──616牛肉火鍋專門店及616虎喰燒肉‧酒場
- 6樓──「壹匯中菜廳」
- 2樓──稻香.茶居